# Slag bij Baxter Springs
De Slag bij Baxter Springs vond plaats op 6 oktober 1863 in Cherokee County, Kansas tijdens de Amerikaanse Burgeroorlog. Deze slag is ook bekend als de Slag bij Fort Blair, de Slachting bij Fort Baxter of de Slag bij Fort Baxter.
In het najaar van 1863 was de vrijbuitersbende van William Quantrill op weg naar Texas om daar te overwinteren. Ze verplaatsten zich via de Texas Road vanuit Kansas. Zijn 400 man sterkte groep had twee Noordelijken gedood bij een kleine Noordelijke buitenpost, namelijk Fort Blair.
Quantrill besliste om het fort aan te vallen. Hij verdeelde zijn eenheid in twee colonnes. De ene colonne werd aangevoerd door Quantrill zelf. De andere colonne plaatste hij onder het bevel van zijn onderbevelhebber David Poole. Poole rukte verder op langs de Texas Road. Daar botsten ze op Noordelijke soldaten die voornamelijk van Afro-Amerikaanse herkomst waren. Verschillende Noordelijken werden in de aanval gedood. De meesten brachten zichzelf in veiligheid binnen de houten muren van het fort. Daarna zetten de Zuidelijken de aanval in op het fort zelf. De eerste aanval werd afgeslagen dankzij de steun van een houwitser binnen de muren van het fort. Ondertussen rukte Quantrills colonne op vanuit een andere richting. Daar botsten ze op de escorte van generaal-majoor James G. Blunt die op weg waren van Fort Scott naar Fort Smith. Tijdens deze schermutseling vonden de meeste leden van de militaire kapel de dood. Blunt en enkele van zijn soldaten ontsnapten naar Fort Scott. Blunt werd later van zijn commando ontgeven omdat hij er niet in geslaagd was om zijn eigen escorte aan te voeren. Enige tijd later kreeg Blunt zijn oude functie terug. De Zuidelijken hadden lichte verliezen. De Noordelijken hadden 103 soldaten verloren.